# 2006年斐濟軍事政變
2006年斐濟軍事政變發生於南太平洋島國斐濟、主要在其首都蘇瓦，當地時間12月5日下午。這次軍事政變是斐濟在20年内第4次政變。

## 經過
當地時間12月4日下午，斐濟軍隊開始對斐濟警察解除武裝，並無表示是否會發生政變。
12月5日下午，軍隊在其領袖弗蘭克·姆拜尼馬拉馬的領導下，實行政權更替；姆拜尼馬拉馬暫時履行斐濟總統職權。而原總理萊塞尼亞·恩加拉塞（又譯卡羅斯）則被解除職務，並被軟禁在他原來的住所，由軍方監管；有目擊者說，士兵曾試圖強行進駐卡羅斯的官邸；在其包圍官邸下，卡羅斯已被孤立。
政變軍方在其姆拜尼馬拉馬的領導下，在12月5日下午於首都蘇瓦舉行記者招待會，正式宣稱已奪取國家政權，首都已受軍方控制。國家暫時由過渡政府、內閣和暫任總統管理。暫到此時為止，並沒有任何暴力傷亡記錄；據某下當地居民和華人稱，蘇瓦市面也大致平靜，並沒有激烈的軍事衝突等等。12月6日，過渡政府總理約拿·塞尼蘭加卡利宣誓就職。

## 國內傳媒

《斐济时报》刊登的頭版：政變概況

12月7日，斐濟主要報紙《斐济时报》在其頭版封面大篇幅地報導了斐濟的政權替換這一事件，並描述了原政府內閣和過渡政府的概況。

## 國際回應
- ：斐濟軍方要求澳洲派兵協助，但澳洲政府否決並宣布可能對斐濟實施制裁。
- 新西兰：紐西蘭總理海倫·克拉克宣佈中斷與斐濟的軍事關係，並呼籲斐濟軍政雙方在法律框架內緩解對抗。
- 英聯邦决定無限期暫停斐濟的會籍。斐濟因2006年政變被中止會席，是當時惟一被完全中止會席的會員國。後於2014年3月改為禁止出席會議[10]同年9月因國內舉行了獲國際認可的大選而完全恢復為會員。[11]

## 外部連結
- 路透社（雅虎新聞）
- 新華社
  - （页面存档备份，存于）
  - （页面存档备份，存于）